# Domingo Siazon
Domingo Lim Siazon, Jr. (* 9. Juli 1939 in Aparri, Provinz Cagayan; † 3. Mai 2016) war ein philippinischer Diplomat und Politiker.

## Leben
Nach dem Schulbesuch studierte er Politikwissenschaften an der Ateneo de Manila University und erwarb dort einen Bachelor of Arts (B.A. Political Science). Danach studierte er mit einem Stipendium des japanischen Ministeriums für Bildung, Kultur, Sport, Wissenschaft und Technologie (MEXT) Physik an der Universität Tsukuba und beendete dieses mit einem Bachelor of Science. Schließlich absolvierte er noch ein Postgraduiertenstudium der Verwaltungslehre an der Kennedy School of Government der Harvard University und schloss dieses mit einem Master of Arts (M.A. Public Administration) ab, ferner belegte er einen Kurs in Ökonomie an der University of Colorado.
Im Anschluss trat er in den diplomatischen Dienst ein und wurde 1976 zum Botschafter in Österreich berufen. Als solcher war er zugleich als ständiger Vertreter bei den Vereinten Nationen (UN) und der Internationalen Atomenergieorganisation (IAEO) in Wien akkreditiert.
1981 kandidierte er für den Posten als Direktor bei der IAEO und trat bei der Wahl gegen den Staatssekretär im Bundesministerium für Forschung und Technologie Hans-Hilger Haunschild und den Schweden Hans Blix an. Blix setzte sich schließlich durch. 1985 erfolgte seine Ernennung zum ersten Generaldirektor der Organisation der Vereinten Nationen für industrielle Entwicklung (UNIDO). Dieses Amt bekleidete er bis zum 31. Dezember 1992; sein Nachfolger wurde Mauricio de Maria y Campos. Im Anschluss war Siazon zwischen 1993 und 1995 Botschafter in Japan.
1995 ernannte ihn Präsident Fidel Ramos zum Außenminister in seinem Kabinett. Dieses Amt behielt Siazon auch unter Ramos’ Nachfolger als Präsident, Joseph Estrada, bis zum Amtsantritt von Präsident Gloria Macapagal-Arroyo im Februar 2001. In seine Amtszeit fielen 2000 die Entführung ausländischer Touristen auf der Insel Jolo durch die Rebellengruppe Abu Sajaf und die anschließenden Verhandlungen über die Freilassung der Geiseln sowie die Zahlung von Lösegeld.
Sein Nachfolger als Außenminister wurde Vizepräsident Teofisto Guingona, der ihn erneut zum Botschafter in Japan ernannte. Dieses Amt bekleidete er bis zu seinem Tode.

## Weblink
- rulers.org